# Mahonri Young
Mahonri Young (Salt Lake City, 9 de agosto de 1877- Norwalk (Connecticut), 2 de noviembre de 1957) fue un artista y escultor de Estados Unidos. Aunque vivió casi toda su vida en Nueva York, Young es más recordado en Utah como el nieto de Brigham Young, y por ser el autor de los monumentos de Salt Lake City "Este es el lugar" (en inglés This is the Place Monument) y el "monumento a la Gaviota" (en inglés Seagull Monument). Young es uno de los artistas más reconocidos de Utah.

## Vida y obras
Young nació en Salt Lake City, Territorio de Utah de Mahonri Moriancumer Young y Agnes Mackintosh Young solo 20 días después de la muerte de su abuelo Brigham Young. Su padre  falleció cuando Young tenía solo ocho años.

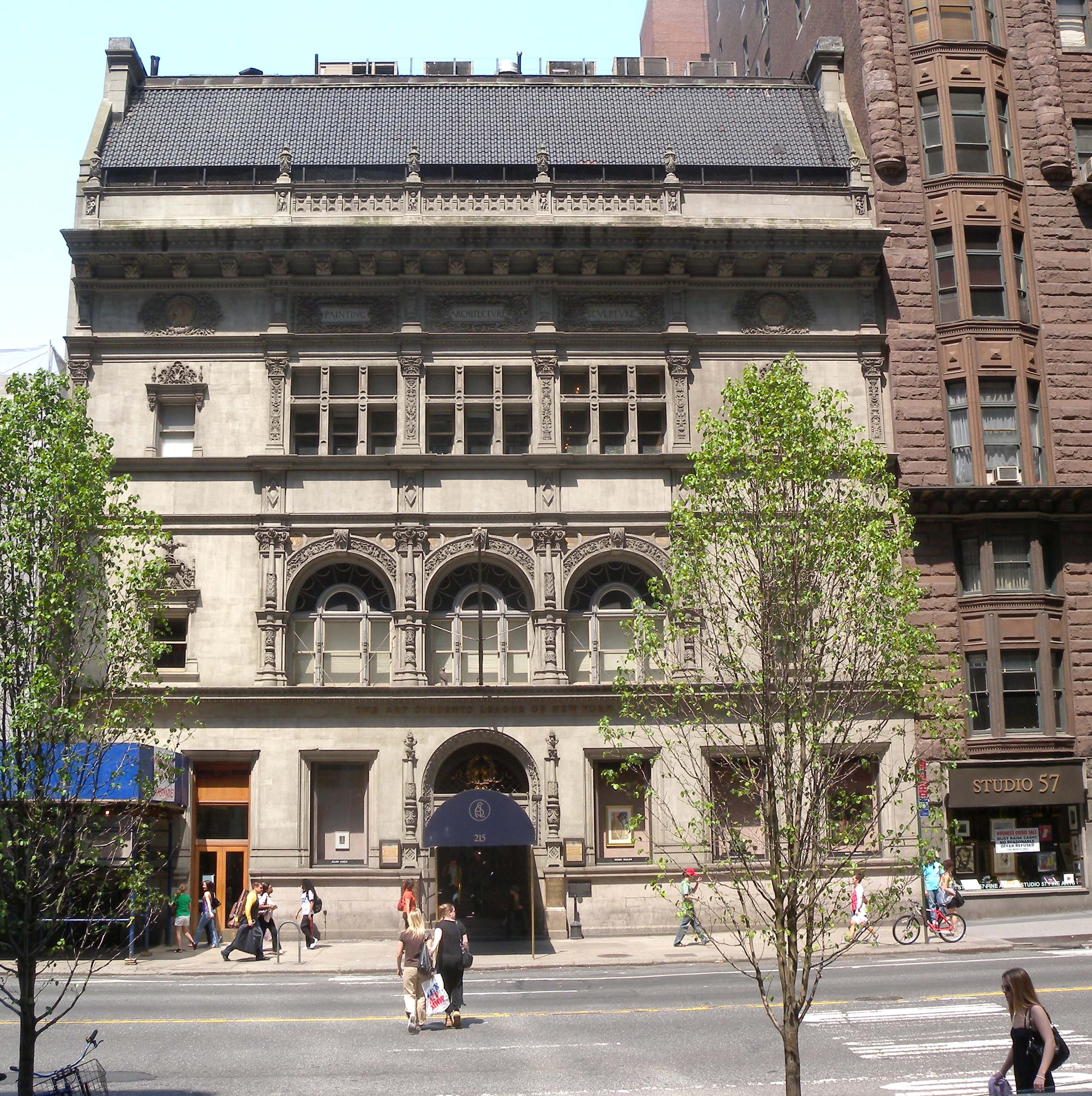
Edificio de la Liga de estudiantes de arte de Nueva York

En lugar de asistir a la escuela secundaria, Young eligió seguir una educación artística con el artista local James T. Harwood. Young ahorró dinero trabajando como grabador para el diario The Salt Lake Tribune; gracias a estos ahorros pudo estudiar en la Liga de estudiantes de arte de Nueva York, en Nueva York, entre 1899 y 1901, regresando por razones financieras. Trabajando para el Salt Lake Herald, Young obtuvo el dinero suficiente para viajar a París, Francia, donde estudió en la Académie Julian hasta 1905. En Francia decidió centrarse en la escultura,  aunque sus acuarelas también fueron famosas.
Al regresar a Utah, se casó con Cecilia Sharp en 1907. Tuvieron dos hijos, pero su esposa murió. Más tarde, en 1931, Young se volvería a casar con Dorothy Weir, hija del pintor J. Alden Weir.

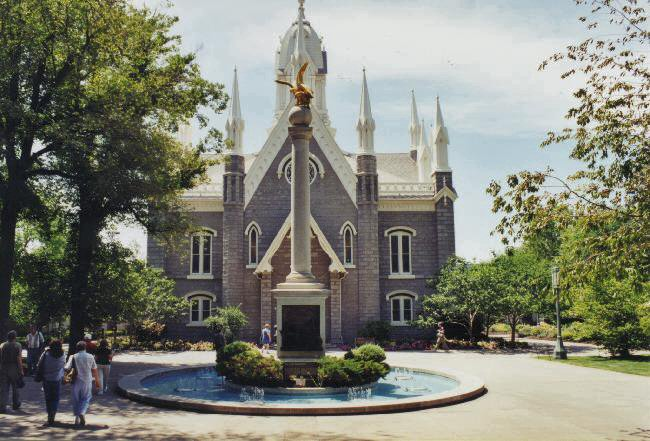
El Seagull Monument

Young no obtuvo encargos locales de escultura suficientes para ganarse la vida, por lo que se trasladó a Nueva York en 1910. Young, sin embargo, mantuvo vínculos geográficos y religiosos con su tierra natal. En 1912 recibió el encargo de la iglesia mormona para hacer el Monumento Gaviota en la Manzana del Templo. Young había presionado mucho a la iglesia para construir el monumento, pero no encontraron dinero para su financiación hasta que se mudó su familia a Nueva York.
Fue uno de los doce escultores invitados a competir por la realización del monumento a la Mujer del Pionero (del inglés: Pioneer Woman) en el año 1927, pero no pudo ganar.
Entre las estatuas creadas por Young  destacan las de nativos americanos para el Museo Americano de Historia Natural y diferentes obras de arte para los Estudios de la 20th Century Fox. Durante la Gran Depresión fue profesor de la Liga de estudiantes de arte de Nueva York. También completó una serie de esculturas de bronce de boxeadores que le dieron fama internacional. En 1941 la revista Life le llamó "el George Bellows de la escultura americana." Sus obras a menudo retrataron las figuras de agricultores, mecánicos, herreros y otros trabajadores.
Obtuvo una medalla de oro en la competición de escultura de los Juegos Olímpicos de Los Ángeles del año 1932. Superó al húngaro Miltiades Manno (plata) y al checo Jakub Obrovský (bronce).  Presentó la estatua titulada "At the Seaside of Arild".

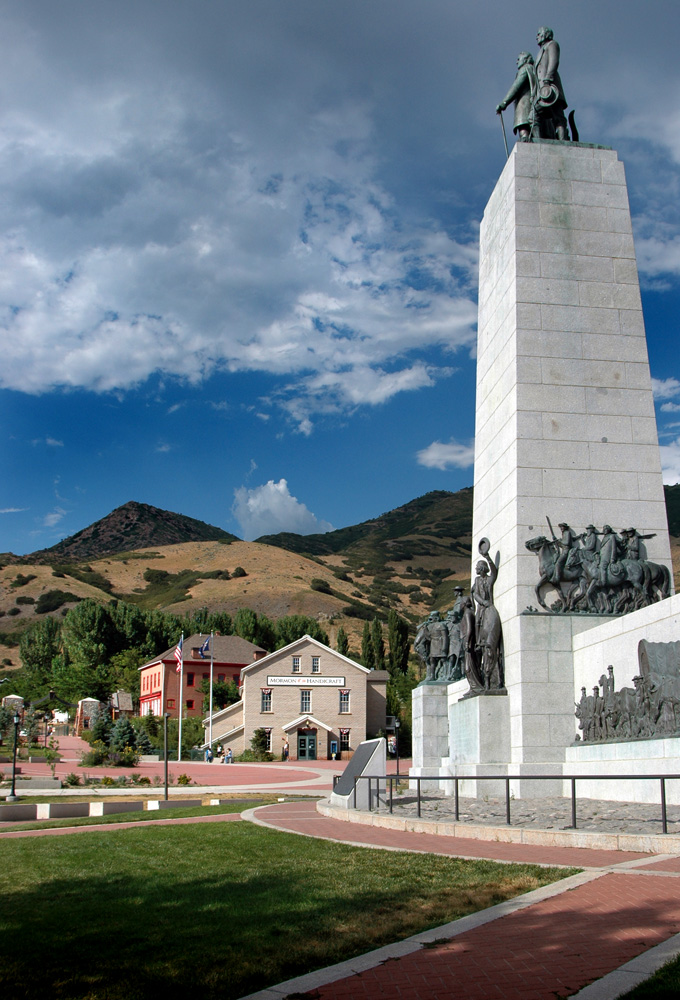
Monumento This is The Place.

El escultor estuvo asociado con la Escuela Ashcan, un movimiento artístico que se centró en escenas realistas de la vida cotidiana. Artista del realismo social, el escultor ennobleció la lucha de los trabajadores de la industria. Dos obras que dan ejemplo de estas características son "los trabajadores de fábrica - Factory Worker"  y "Campesinos - Farm Worker", dos esculturas presentes en la Exposición General de segunda categoría de Nueva York de 1939. La estatua del agricultor, un hombre afilando su guadaña, se situó en la entrada de la feria.

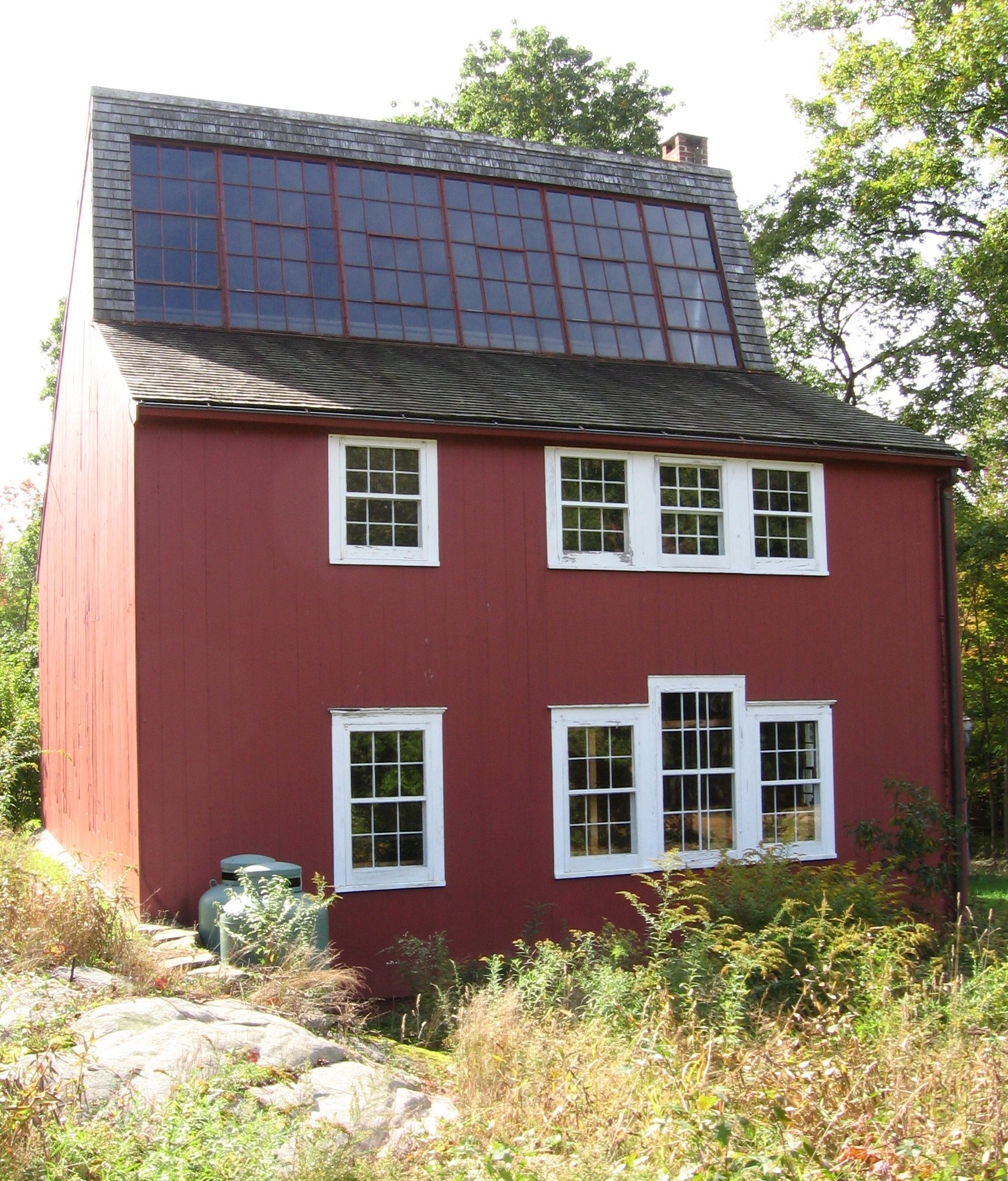
Estudio de Young en Ridgefield, Connecticut

El escultor se sintió especialmente orgulloso del Monumento This Is the Place instalado en el This Is The Place Heritage Park, en las estribaciones de Salt Lake City. Le fue otorgado el encargo para construir el monumento en 1939 cuando el escultor tenía 62 años, la obra incluye numerosas esculturas dedicadas a los pioneros mormones. El proyecto resultó frustrante para Young, que tuvo que ganar el contrato a través de un difícil concurso . Después de otorgado, muchas de las cualidades artísticas buscadas por el escultor fueron vetadas por los representantes de gobierno del estado de Utah, la iglesia mormona, y los descendientes de los pioneros. Por ejemplo, el escultor quería que los líderes pioneros vistiesen las ropas que habían llevado al entrar en el Valle del Lago Salado el 24 de julio de 1847. Sin embargo, retratar a líderes como Brigham Young y Heber C. Kimball en tirantes y pantalones bombachos se consideró indigno. En contra, los líderes pioneros fueron retratados con pesados abrigos. El monumento fue dedicado el 24 de julio de 1947, en la fiesta del centenario de  la llegada de Brigham Young al Gran Valle del Lago Salado.
Young murió en Norwalk, Connecticut.
La obra legada por Young incluye 320 esculturas y miles de pinturas y dibujos.

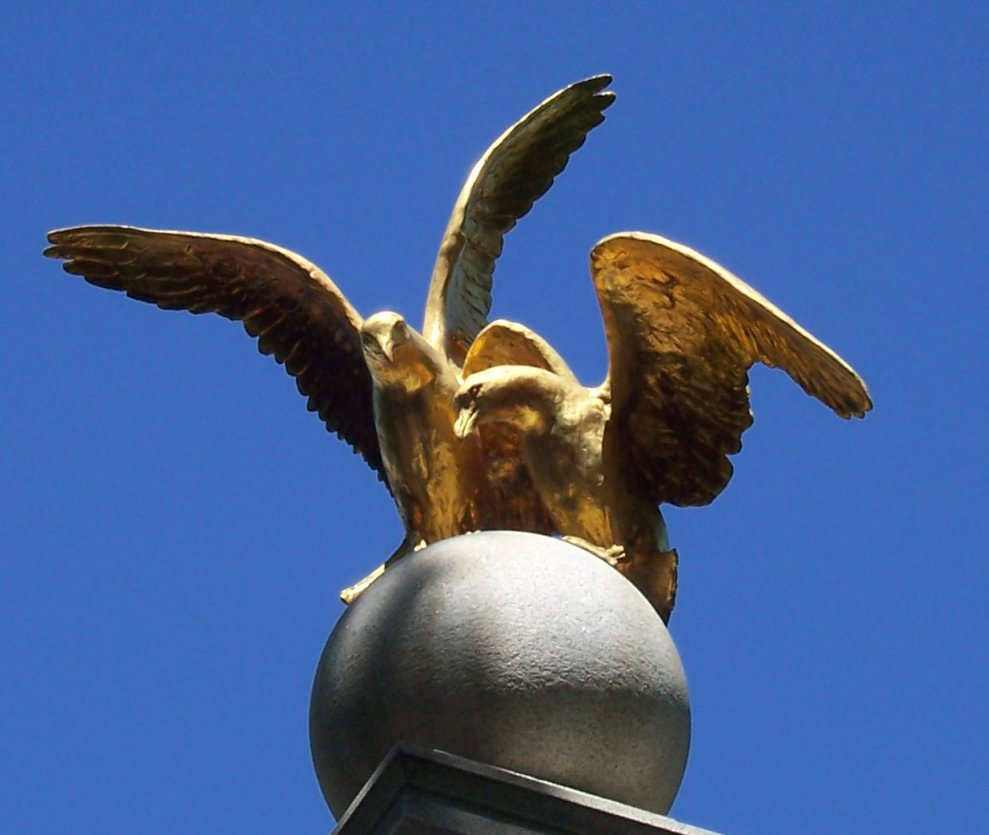
Cumbre del Monumento a la Gaviota en Salt Lake City
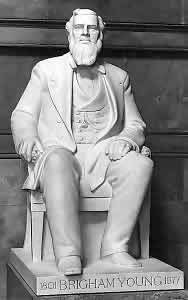
Brigham Young